# Vejby Station
Vejby Station er en dansk jernbanestation i Vejby.